# Jerzy Groyecki
Jerzy Groyecki (1º giugno 1921 – 7 marzo 1975) è stato un allenatore di pallacanestro polacco.

## Carriera
Ha guidato la Polonia ai Campionati europei del 1958.

## Palmarès
- Campionato polacco: 1

Wisła Cracovia: 1953-54